# Henri Wojtkowiak
 (décembre 2020).
Si vous disposez d'ouvrages ou d'articles de référence ou si vous connaissez des sites web de qualité traitant du thème abordé ici, merci de compléter l'article en donnant les références utiles à sa vérifiabilité et en les liant à la section « Notes et références ».
Henri wojtkowiak est un  chef d'orchestre français né  à Douai.

## Biographie
Henri Wojtkowiak commence son apprentissage musical par le Bandonéon puis au conservatoire de sa ville à l'âge de 14 ans, la contrebasse à cordes et le piano.
Il obtient le Premier Prix (premier nommé à l'unanimité) de contrebasse à cordes au conservatoire national supérieur de musique de Paris. Henri Wojtkowiak a une formation musicale [réf. nécessaire] en écriture d'harmonie, fugue, contrepoint d'analyse et de direction d'orchestre. Il a bénéficié pour ces disciplines de l'enseignement de Léopold Sokolowski, René Demol, Gaston Logerot, Roger Pudleitner, Emilienne Ritte, Henri Vachey, Bernard Wahl (ja), Olivier Messiaen ,Georges Prêtre dont il a été l'élève et assistant...
Eurelien depuis 1982, il a créé fin 1997, en compagnie de son épouse France, l'orchestre de chambre l'Académie de la Chapelle Royale de Dreux, dont il est le chef d'orchestre et directeur artistique, qui a pour objectif de rendre la musique classique accessible au public de son département et de la région Centre. Le siège de l'association se situe à Cherisy.
Henri Wojtkowiak fait partie, en tant que contrebassiste, de l'Orchestre Philharmonique de Radio-France. Il a à ce titre accompagné Montserrat Caballé, Maria Callas, José Carreras, Plácido Domingo, Barbara Hendricks, Eva Marton, Jessye Norman, Luciano Pavarotti, Yehudi Menuhin, Arthur B. Rubinstein, Mstislav Rostropovitch, Maurice André, et été dirigé par les chefs d’orchestre Georges Prêtre, Pierre Boulez, Daniel Barenboïm, Sir Thomas Beecham, Herbert Von Karajan, Michel Corboz, Marek Janowski, Myung-Whun Chung, Leonard Bernstein.
Henri Wojtkowiak a été invité à diriger l'orchestre de Magdebourg en Allemagne , Cracovie chamber ensemble en Pologne et à Brescia en Italie , l'orchestre de Bydgoszcz (Pologne) à Paris ,

## Discographie
- CD
  - Teleman, Tchaïkovsky, Neruda, Cto pour alto, Sérénade pour cordes, Cto pour trompette, Téodor Coman , Gilles Mercier, Académie de la Chapelle Royale de Dreux
  - Krotenberg , La colonne d'harmonie , Fraternités, Chana , Paradoxe , avec l"Académie de la Chapelle Royale de Dreux
  - Krotenberg , concerto pour violon avec Guy Comentale et l'orchestre de Douai
  - Krotenberg , Grande symphonie , Orchestre d'Ostrava , République Tchèque,
  - Krotenberg , Concerto pour violoncelle , Petr Nouzovsky violoncelle , Orchestre de Prague,